# Мани, Джон Уильям
Джо́н Уи́льям Ма́ни (англ. John William Money, 8 июля 1921, Моринсвиль, Новая Зеландия — 7 июля 2006, Тоусон, США) — американский психолог и сексолог, занимавшийся проблемами сексуальной идентичности и биологии пола.
Получил известность своим поведением по отношению к уязвимым пациентам. Мани ввёл термины «гендерная роль» и «сексуальная ориентация» и популяризировал термин «парафилия». Значительную часть своей карьеры он провел в США.
Современные академические исследования критикуют деятельность Мани во многих отношениях, особенно причастность Мани к принудительной операции по коррекции пола канадца Дэвида Реймера в детском возрасте, принуждению Дэвида и его брата имитировать половые акты, которые Мани фотографировал, и самоубийству обоих братьев во взрослом возрасте.

## Биография
Мани родился в Морринсвилле, Новая Зеландия. Он учился в средней школе Хатт-Вэлли, а затем изучал психологию в Университете Виктории в Веллингтоне, получив двойную степень магистра в области психологии и образования в 1944 году. В 1950-х годах он был недолго женат, но детей не имел.
Мани пожертвовал значительную часть своей коллекции произведений искусства Художественной галерее Восточного Саутленда в Горе, Новая Зеландия. В 2003 году премьер-министр Новой Зеландии Хелен Кларк открыла крыло Джона Мани в галерее Eastern Southland.
Мани умер 7 июля 2006 года, за день до своего 85-летия, в Таусоне, штат Мэриленд, от осложнений, вызванных болезнью Паркинсона.

## Карьера
Мани был младшим преподавателем факультета психологии Университета Отаго в Данидине. Джанет Фрейм посещала некоторые занятия Мани в Университете Отаго в рамках своей педагогической подготовки. В октябре 1945 года, после того, как Фрейм написала эссе, в котором упомянула о своих мыслях о самоубийстве, Джон Мани поспособствовал тому, что Фрейм поместили в психиатрическое отделение государственной больницы Данидина, в результате чего она провела в психиатрических учреждениях восемь лет. В автобиографии Фрейм «Ангел за моим столом» Мани упоминается как Джон Форрест.
В 1947 году в возрасте 26 лет он эмигрировал в США, чтобы учиться в Психиатрическом институте Университета Питтсбурга. Он уехал из Питтсбурга и в 1952 году получил докторскую степень в Гарвардском университете.
Мани заимствовал из английской грамматики и ввёл в употребление в науках о поведении термин «гендер», но вопреки распространённому мнению, Мани не ввёл в употребление термин гендерная идентичность. Разработал понятие «карта любви» (англ. Lovemap), обозначающее сексуальные предпочтения индивидуума, формируемые в возрасте 5—8 лет. Выдвинул теорию о гендерной нейтральности детей при рождении. Популяризировал термин парафилия и ввел термин сексуальная ориентация вместо сексуального предпочтения, утверждая, что влечение не обязательно является вопросом свободного выбора.
С 1951 года до конца жизни занимал должность профессора педиатрии и медицинской психологии (англ. medical psychology) в Университете Джонса Хопкинса. В 1965 году вместе с Клодом Миджоном, который был главой детской эндокринологии в институте Джонса Хопкинса, Мани основал Клинику гендерной идентичности. В 1966 году в больнице начали проводить операции по коррекции пола. Мани также был связан с отделом сексуального поведения, который проводил исследования по хирургической коррекции пола. В 2002 году он получил медаль Магнуса Хиршфельда от Немецкого общества социально-научных исследований сексуальности.

## Критика

### Операция по коррекции пола Дэвида Реймера
В течение своей профессиональной жизни Мани пользовался уважением как специалист по сексуальному поведению, особенно известный своими взглядами на то, что гендер является приобретенным, а не врожденным явлением. Его самый известный случай, с пациентом Дэвидом Реймером, был неудачным. В 1966 году восьмимесячному Дэвиду Реймеру проводили обрезание, в ходе которого пенис ребёнка был значительно поврежден. Мани убедил родителей ребёнка, что операция по коррекции пола является наилучшим решением в данной ситуации. В возрасте 22 месяцев Реймер перенес орхиэктомию. Его стали воспитывать как девочку, а имя изменили с первоначального Брюс на Бренду. Мани опубликовал ряд статей, в которых коррекция пола была признана успешной.
Во время последующих встреч с ребёнком и его братом-близнецом Брайаном, Мани заставлял их изображать половые акты. Мани также заставлял детей раздеваться для «осмотра гениталий», фотографируя их. Мани оправдывал это тем, что «детская сексуальная репетиция важна для здоровой гендерной идентичности во взрослом возрасте».
В течение нескольких лет Мани отчитывался о прогрессе Реймера в работе под названием «дело Джона/Джоан», описывая успешное женское гендерное развитие и используя этот случай для подтверждения возможности коррекции пола и хирургической реконструкции даже в случаях, не связанных с интерсекс-вариациями. В отчетах бывшего студента лаборатории Мани говорится, что во время ежегодных контрольных посещений родители Реймера постоянно лгали персоналу об успехе процедуры. У брата-близнеца Реймера, Брайана, позже развилась шизофрения. В 14 лет родители Реймера рассказали ему правду. Он решил начать называть себя Дэвидом и прошел хирургические процедуры, чтобы вернуть тело к мужскому виду.
Случай Дэвида Реймера привлек международное внимание в 1997 году, когда он рассказал свою историю Милтону Даймонду, академическому сексологу, который убедил Реймера позволить ему сообщить о реальных результатах эксперимента Мани, чтобы отговорить врачей от лечения других младенцев аналогичным образом. Вскоре после этого Реймер обнародовал свою историю, а Джон Колапинто опубликовал ставший широко известным доклад в журнале Rolling Stone в декабре 1997 года. Позже он был расширен и издан под названием «As Nature Made Him: The Boy Who Was Raised as a Girl» и попал в список бестселлеров по версии The New York Times, где Колапинто описал, что вопреки сообщениям Мани — живя как Бренда, Реймер не идентифицировал себя как девушку. Он подвергался издевательствам со стороны сверстников (которые окрестили его «пещерной женщиной»), и ни платья, ни женские гормоны не заставляли его чувствовать себя женщиной.
1 июля 2002 года брат Дэвида, Брайан, был найден мертвым, причиной смерти послужила передозировка антидепрессантами. 4 мая 2004 года, после многих лет тяжелой депрессии, финансовой нестабильности и семейных проблем, Дэвид покончил жизнь самоубийством, выстрелив себе в голову из обреза в возрасте 38 лет. Родители Реймера заявили, что причиной смерти их сыновей стала методология Мани.
Мани заявлял, что реакция СМИ на случай с Реймером была вызвана предвзятостью СМИ и «антифеминистским движением». Он сказал, что его противники полагали, что «мужественность и женственность заложены в генах, поэтому женщинам следует вернуться на кухню».
Также взгляды Мани раскритиковали интерсекс-активисты, заявив, что подделанные результаты эксперимента Мани привели к распространению этой практики на тысячи младенцев.

### Другое
Джон Мани участвовал в дебатах о хронофилиях, особенно о педофилии. Он заявил, что ни исследователи секса, ни общественность не делают различий между педофилией привязанности и педофилией садистской. Мани утверждал, что нежная педофилия связана с любовью, а не с сексом. Мани придерживался мнения, что нежная педофилия вызвана избытком родительской любви, которая стала эротической, а не поведенческим расстройством.
Если бы я увидел случай мальчика десяти или одиннадцати лет, который испытывает сильное эротическое влечение к мужчине двадцати или тридцати лет, если отношения полностью взаимны, а связь действительно полностью взаимна [...], то я бы определенно не стал называть это патологией.
Исследователь Мэри Энн Кейс считает, что Мани сделал «мошеннические ложные заявления о податливости гендера у некоторых пациентов, которые недобровольно перенесли операцию по коррекции пола», и что это подпитывало антигендерное движение.

## Научные труды
- Money, John. (1952). Hermaphroditism: An Inquiry into the Nature of a Human Paradox. Thesis (Ph.D.), Harvard University.
- Money, John, and Patricia Tucker. (1975). Sexual Signatures on Being a Man or a Woman. Little Brown & Co: ISBN 0-316-57825-8
- Money, John. (1986). Lovemaps: Clinical Concepts of Sexual/Erotic Health and Pathology, Paraphilia, and Gender Transposition in Childhood, Adolescence, and Maturity. New York: Irvington. ISBN 0-8264-0852-4
- Money, John. (1988) Gay, Straight, and In-Between: The Sexology of Erotic Orientation. New York: Oxford University Press. ISBN 0-19-505407-5
- Money, John. (1989). Vandalized Lovemaps: Paraphilic Outcome of 7 Cases in Pediatric Sexology. Prometheus Books: ISBN 0-87975-513-X
- Money, John. (1994). Sex Errors of the Body and Related Syndromes: A Guide to Counseling Children, Adolescents, and Their Families , 2nd ed. Baltimore: P.H. Brooks Publishing Company. ISBN 1-55766-150-2
- Money, John. (1995). Gendermaps: Social Constructionism, Feminism, and Sexosophical History. New York: Continuum International Publishing Group. ISBN 0-8264-0852-4
- Money, John, and Anke Ehrhardt. (1996). Man & Woman, Boy & Girl: Gender Identity from Conception to Maturity. Northvale, N.J.: Jason Aronson. Originally published:
- Money, John. (1999). The Lovemap Guidebook: A Definitive Statement. Continuum International Publishing Group. ISBN 0-8264-1203-3